# Kepler Object of Interest
Un objecte rellevant de Kepler, en anglès Kepler Object of Interest (KOI), és una estrella que s'observa pel telescopi espacial Kepler pel qual s'ha detectat un candidat planetari en trànsit. Els KOI formen un subconjunt d'una llista de 150.000 estrelles seleccionada per al programa Kepler, que en si mateix és un subconjunt del Kepler Input Catalog (KIC).
Un KOI mostra una pèrdua periòdica de la lluminositat, que pot indicar un planeta invisible, però passa entre l'estrella i la Terra, on s'eclipsa una part de l'estrella. Tanmateix, aquesta disminució de la brillantor no és una garantia d'un planeta en trànsit perquè un sistema binari pot portar a les mateixes observacions. És per aquest motiu que la majoria dels KOI no són sistemes per als quals hi ha confirmació que hi ha un planeta en trànsit astronòmic.

## Dades

### Nomenclatura

Animació d'un trànsit astronòmic

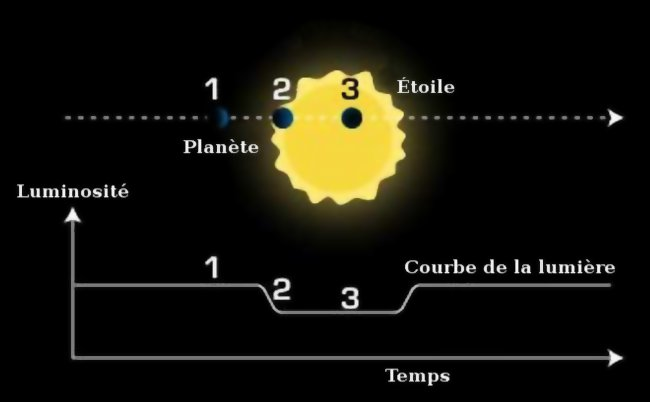
El trànsit del planeta davant de la seva estrella varia la brillantor d'aquesta última

Les estrelles observades per Kepler que són candidats a trànsit astronòmic són designats per "KOI" seguit d'un número. Per a un KOI determinat, un conjunt d'observacions d'un trànsit periòdic s'associen amb dos dígits decimals que segueixen el número de l'estrella. Per exemple, el primer candidat al voltant de l'estrella KOI 718 és KOI 718.01 i el segon, KOI 718.02.
Si verifiquem que un candidat donat és un planeta, l'estrella es designa amb el nom "Kepler" seguit d'un guionet i un número. Els planetes es designen de la mateixa manera i són sufixos amb una lletra que indica el seu ordre de descobriment.

### Difusió
Periòdicament, l'equip Kepler difon KOI al públic en forma d'una llista de potencials planetes. La primera difusió va tenir lloc el 15 de juny de 2010 i va incloure 306 estrelles amb possibles exoplanetes, segons les observacions fetes entre el 2 de maig de 2009 i el 16 de setembre de 2009. A més, es va emetre la llista d'altres 400 KOI descoberts.
L'1 de febrer de 2011, un segon llançament d'observacions, realitzades durant el mateix període, havia millorat les dates i va incloure 1235 senyals de trànsit al voltant de 997 estrelles.

### Informacions de sortida
Per a cadascuna de les 150.000 estrelles objectiu de Kepler, les estimacions de temperatura, radi, gravitat superficial i massa es deriven d'observacions fotomètriques preses abans del llançament de Kepler a l'observatori Fred Lawrence Whipple.
A més, per a les KOI, es coneixen dades sobre la profunditat i (amb excepció) la freqüència de cada senyal de trànsit. Suposant que el senyal prové de la presència d'un planeta, aquestes dades es poden utilitzar per obtenir el radi i la distància del planeta, en relació amb el radi de la seva estrella i assumint una excentricitat orbital nul·la, així com el període de revolució. del planeta.Combinant aquestes dades, podem estimar els valors (no relatius) de les distàncies, així com la temperatura d'equilibri d'un planeta. De fet, trobem:
{\displaystyle {T}_{eq}={T}_{\bigodot }{\left(1-a\right)}^{1/4}{\sqrt {\frac {{R}_{\bigodot }}{2D}}}}
a partir de la llei de Stefan-Boltzmann.

### Fonts d'error

Estrella binària amb eclipsis.
A sota: variació de la brillantor percebuda.

## Resultats

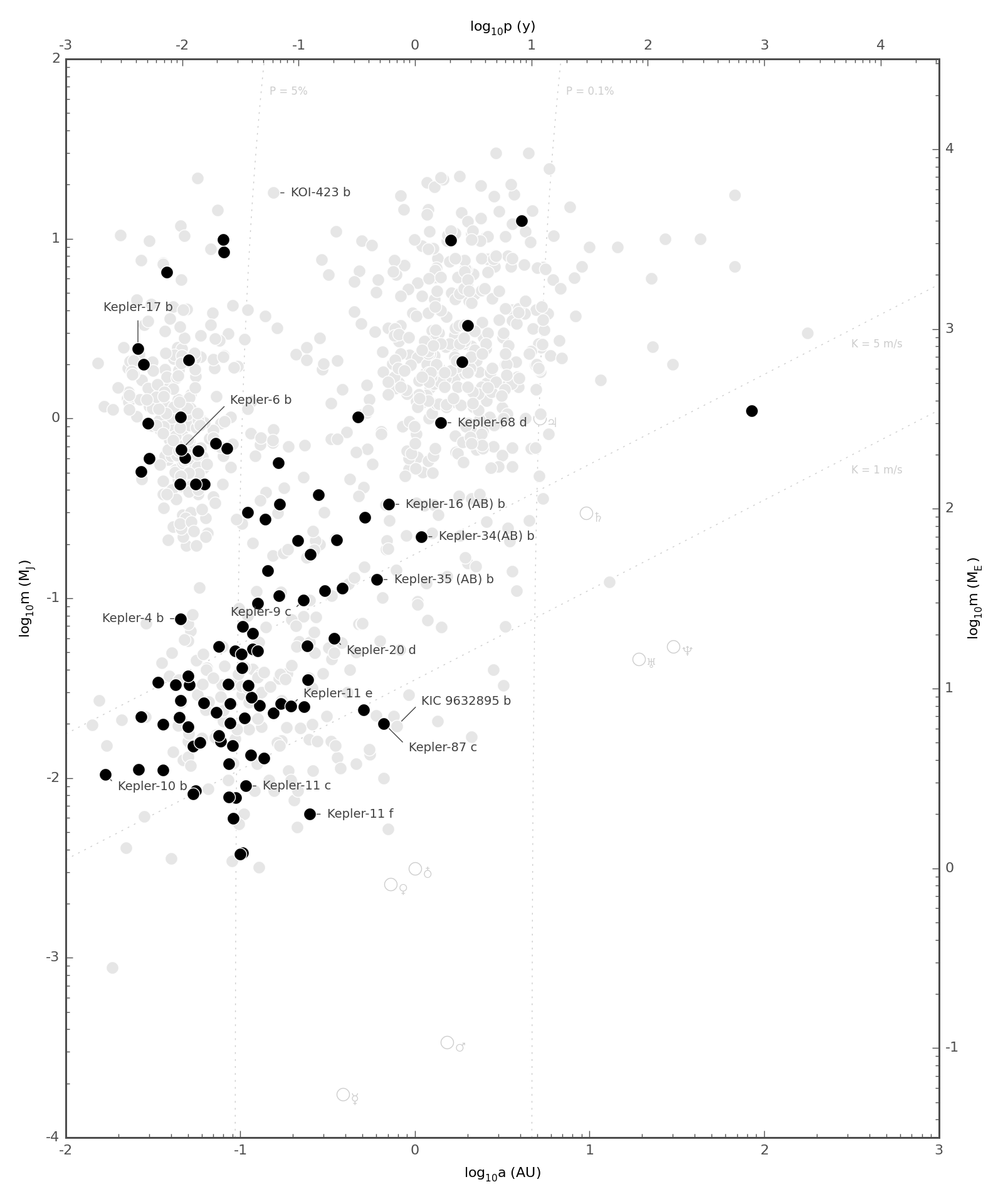
En negre, els planetes descobert per Kepler el 2 de gener de 2014

### Descobertes de planetes no confirmats

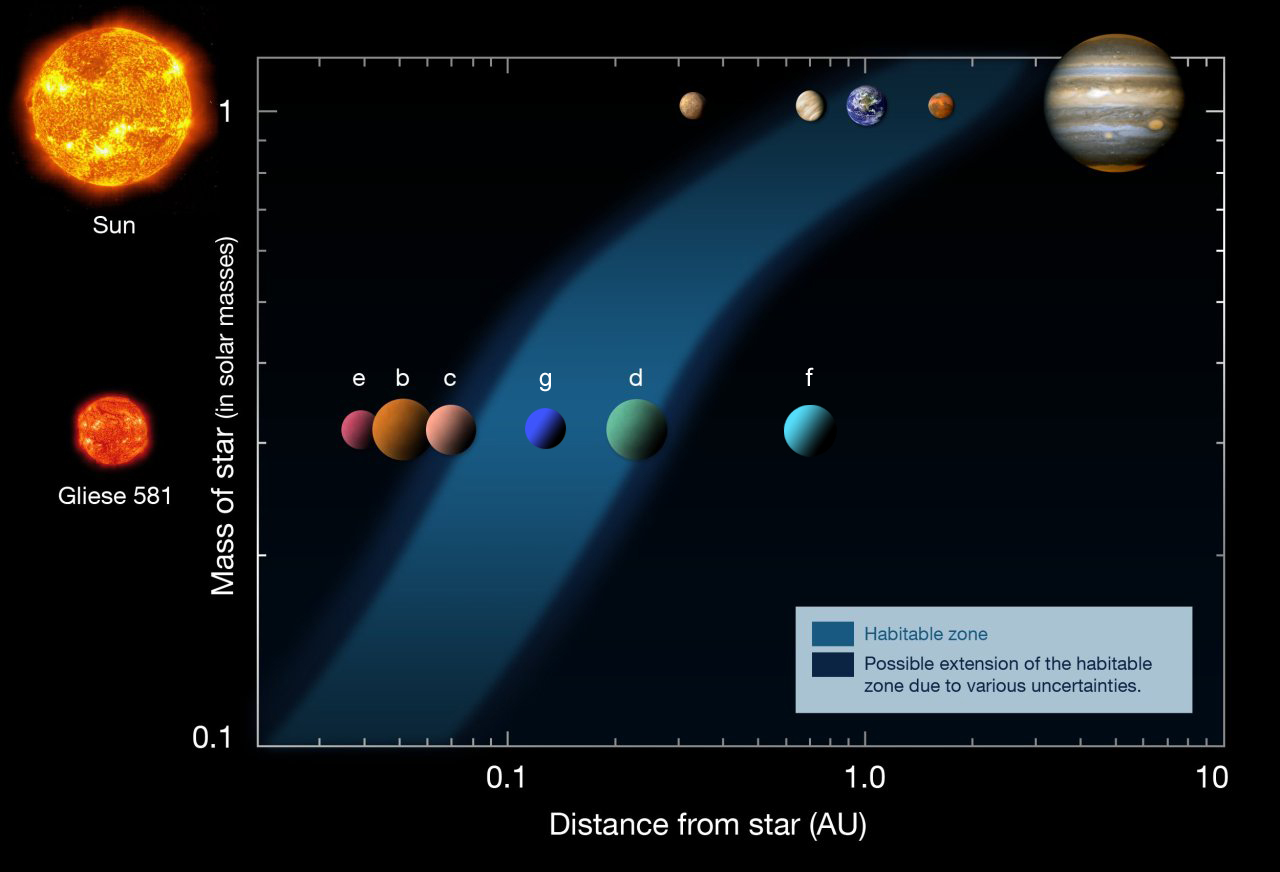
Zona habitable al voltant del Sol (part superior) i de Gliese 581 (al mig)

### Descobriments que no són planetes

Comparació de grandesa entra la nana blanca IK Pegasi B (al centre), el seu company de classe HA, IK Pegasi HA (a esquerra) i el Sol (a dreta)

## Identificació de planetes